# Dainius Kairelis
Dainius Kairelis (Utena, 25 agosto 1979) è un ex ciclista su strada lituano.
Da dilettante vinse cinque tappe del Girobio e la classifica generale della corsa nel 2003. Professionista tra il 2005 e il 2009, nel 2006 fu campione nazionale in linea Elite.

## Palmarès
- 2002 (Ciclo Team Faresin, una vittoria)

5ª tappa Giro del Friuli-Venezia Giulia
- 2003 (Cyber Team Faresin, quattro vittorie)

5ª tappa Girobio (Langhirano > Casalecchio di Reno)
7ª tappa Girobio (Montegranaro > Tolentino)
8ª tappa Girobio (Guglionesi)
Classifica generale Girobio
- 2004 (Cyber Team Faresin, tre vittorie)

3ª tappa Girobio (Paderno di Ponzano)
7ª tappa Girobio (Lamporecchio > Cerbaia)
Schio - Ossario del Pasubio
- 2005 (Amore & Vita, una vittoria)

2ª Herald Sun Tour (Bendigo)
- 2006 (Amore & Vita, una vittoria)

Campionati lituani, Prova in linea
- 2007 (Amore & Vita, una vittoria)

Giro d'Oro

## Piazzamenti

### Competizioni mondiali
- Campionati del mondo

Salisburgo 2006 - In linea Elite: ritirato
Stoccarda 2007 - In linea Elite: ritirato
- Giochi olimpici

Pechino 2008 - In linea: 73º